# 小松敏秀
小松 敏秀（こまつ としひで、1952年4月18日 - ）は、日本の情報技術者、実業家。日立製作所最高情報責任者や、日立ソリューションズ取締役副社長を経て、日本郵政代表執行役副社長・最高情報責任者。

## 人物・経歴
1975年東北大学工学部通信工学科卒業、日立製作所入社、ソフトウェア工場配属。アプリケーション開発部門を担当し、1996年日立製作所情報システム事業部アプリケーションソフトウェア本部第一アプリケーションソフトウェア設計部長に就任。1999年日立製作所情報・通信グループ情報システム事業部金融第一システム本部副本部長。
2000年日立製作所金融・流通システムグループ金融システム事業部金融第二システム本部長。2002年日立製作所情報・通信グループ金融ソリューション事業部長。2005年日立製作所金融システム事業部長。2008年日立製作所情報・通信グループ技師長兼CIO。2009年日立製作所情報・通信システム社技師長兼CIO。
2011年日立ソリューションズ取締役専務執行役員経営基盤改革推進本部長。2013年日立ソリューションズ取締役副社長執行役員。同年厚木進や、曽田立夫とともに日本郵政執行役副社長に選任され、同社CIOも兼務。2014年日本郵政取締役兼代表執行役副社長。2016年日本郵政代表執行役副社長。日本郵政の人工知能導入の拡大にあたった。2021年日本郵政代表執行役副社長退任。